# Patrobus fossifrons
Patrobus fossifrons är en skalbaggsart som beskrevs av Johann Friedrich von Eschscholtz. Patrobus fossifrons ingår i släktet Patrobus och familjen jordlöpare. Inga underarter finns listade i Catalogue of Life.